# Solsona
Solsona – miasto w Hiszpanii w północnej Katalonii, siedziba comarki Solsonès. Miasto jest znane z bogatego dziedzictwa kulturowego i historycznego. Początki miasta sięgają X wieku.